# Megaboard
Megaboard – wielka, często oświetlona, zadrukowana tkanina (czasem półprzepuszczalna), rozciągnięta na specjalnym rusztowaniu przymocowanym do fasady budynku, najczęściej będąca reklamą.
Głównie w dużych miastach, ma najczęściej formaty niestandardowe, o powierzchniach powyżej 50 m² i dochodzących nawet do 300 m².